# Wereldkampioenschap dammen 2016
De match om het wereldkampioenschap dammen 2016 werd van 3 tot en met 16 december 2016 gespeeld tussen de runner-up van het vorige WK, Jan Groenendijk en de nummer 3, Roel Boomstra. 
Normaliter zou de match gespeeld worden tussen de titelverdediger en de de nummer 2 (runner-up), maar titelverdediger Aleksandr Georgiejev trok zich terug, omdat hij na tien wereldtitels geen uitdaging meer zag in het dammen. Boomstra nam de plaats van Georgiejev in. Van de twaalf reguliere matchpartijen won Roel Boomstra er vier, waarmee hij na de tiende partij wereldkampioen werd.

## Locaties

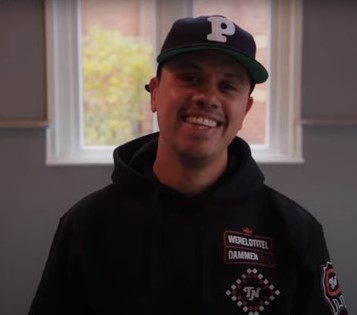
Jiggy Djé met de officiële hoody van het WK Dammen 2016

De match om de wereldtitel bestond uit twaalf partijen. De eerste vier partijen werden gespeeld in het Van Swinderenhuis in Groningen, de woonplaats van Boomstra. De volgende drie partijen werden gespeeld in het stadhuis van Wageningen, de woonplaats van Groenendijk. Daarna volgde een partij in de Eerste Kamer in Den Haag en een partij op het Plein in Den Haag. De laatste drie partijen vonden plaats in het Zuiderstrandtheater in Scheveningen. Eventueel zouden er op 18 december barrages plaatsvinden in het Marriott Hotel in Den Haag als geen van beide spelers minstens drie overwinningen in de reguliere partijen had gehaald.

## Regels
De speler die na 12 partijen de meeste punten heeft behaald, wint. Deze speler moet echter wel minstens 3 partijen hebben gewonnen. Mocht de match eerder beslist zijn, moeten de laatste partijen wel worden uitgespeeld. Als de stand na 7 partijen 7–7 zou zijn geweest ten gevolge van 7 remises, zou er een tiebreak worden gespeeld in Wageningen. 
De winnaar van die tiebreak had dan 1 winstpartij mogen laten noteren en de stand zou 8-6 zijn geworden; omdat er al op de eerste dag een beslissing viel, werd die tiebreak niet gespeeld. Als geen van beide spelers na 12 partijen minstens 3 partijen had gewonnen, of als de stand 12–12 was, zou er op 18 december een barrage worden gespeeld in het Marriott Hotel in Den Haag. Dan werd er net zo lang gedamd met een hoger tempo tot een beslissing was gevallen.

## Stand
| Rang | Land | Naam            | 1 | 2 | 3 | 4 | 5 | 6 | 7 | 8 | 9 | 10 | 11 | 12 | punten |
| ---- | ---- | --------------- | - | - | - | - | - | - | - | - | - | -- | -- | -- | ------ |
| 1    | NED  | Roel Boomstra   | 2 | 1 | 1 | 1 | 2 | 1 | 1 | 2 | 1 | 2  | 1  | 1  | 16     |
| 2    | NED  | Jan Groenendijk | 0 | 1 | 1 | 1 | 0 | 1 | 1 | 0 | 1 | 0  | 1  | 1  | 8      |